# Convenzione per la conservazione della vita selvatica e dei suoi biotopi in Europa
La Convenzione per la conservazione della vita selvatica e dei suoi biotopi in Europa, anche nota come convenzione di Berna, fu elaborata nel 1979 e divenne esecutiva dal 1º giugno 1982. È stata recepita in Italia con la legge n. 503 del 5 agosto 1981.
È stata ratificata da tutti gli Stati membri dall'Unione europea assieme a Ucraina, Moldavia, Macedonia del Nord, Montenegro, Albania, Monaco, Burkina Faso, Marocco, Libia, Tunisia e Senegal.
Algeria, Russia, Bielorussia, Bosnia ed Erzegovina, Serbia, Capo Verde, la Santa Sede e la Repubblica di San Marino non hanno sottoscritto l'accordo, ma hanno lo stato di osservatori alle riunioni del comitato.
La Danimarca risulta firmataria della convenzione, ma con l'eccezione esplicita dei suoi territori autonomi della Groenlandia e delle isole Fær Øer.

## Indirizzi ed obiettivi
Gli scopi della convenzione sono:
- La conservazione della flora e della fauna spontanea ed i relativi habitat;
- Promuovere la cooperazione tra gli stati;
- Monitorare le specie in pericolo e vulnerabili;
- Fornire assistenza su problemi legali e scientifici.

La convenzione ha portato alla creazione nel 1998 dell'Emerald network of Areas of Special Conservation Interest (ASCIs) sui territori degli stati aderenti, che opera in parallelo al progetto di conservazione Natura 2000 dell'Unione Europea.

## Appendici
Quattro appendici individuano le specie da proteggere e sono regolarmente aggiornate dal Comitato Permanente su indicazione di vari gruppi di esperti.
- Specie strettamente protette, flora - Appendice I
- Specie strettamente protette, fauna - Appendice II
- Specie protette, fauna - Appendice III
- Strumenti e metodi di caccia e cattura proibiti ed altri mezzi di sfruttamento - Appendice IV

## Ratifica della Convenzione

Mappa dei Paesi che hanno ratificato la Convenzione di Berna

Paesi aderenti al Consiglio d'Europa
| Paese              | Firma             | Ratifica           | Entrata in vigore |
| ------------------ | ----------------- | ------------------ | ----------------- |
| Albania            | 31 ottobre 1995   | 13 gennaio 1999    | 1º maggio 1999    |
| Andorra            | 11 maggio 2000    | 13 ottobre 2000    | 1º febbraio 2001  |
| Armenia            | 13 marzo 2006     | 14 aprile 2008     | 1º agosto 2008    |
| Austria            | 19 settembre 1979 | 2 maggio 1983      | 1º settembre 1983 |
| Azerbaigian        |                   | 28 marzo 2000 a    | 1º luglio 2000    |
| Belgio             | 19 settembre 1979 | 24 agosto 1990     | 1º dicembre 1990  |
| Bosnia-Erzegovina  | 17 novembre 2008  | 17 novembre 2008   | 1º marzo 2009     |
| Bulgaria           |                   | 31 gennaio 1991 a  | 1º maggio 1991    |
| Croazia            | 3 novembre 1999   | 3 luglio 2000      | 1º novembre 2000  |
| Cipro              | 21 ottobre 1981   | 16 maggio 1988     | 1º settembre 1988 |
| Republica Ceca     | 8 ottobre 1997    | 25 febbraio 1998   | 1º giugno 1998    |
| Danimarca          | 19 settembre 1979 | 8 settembre 1982   | 1º gennaio 1983   |
| Estonia            |                   | 3 agosto 1992 a    | 1º dicembre 1992  |
| Finlandia          | 19 settembre 1979 | 9 dicembre 1985    | 1º aprile 1986    |
| Francia            | 19 settembre 1979 | 26 aprile 1990     | 1º agosto 1990    |
| Georgia            | 18 maggio 2009    | 19 novembre 2009   | 1º marzo 2010     |
| Germania           | 19 settembre 1979 | 13 dicembre 1984   | 1º aprile 1985    |
| Grecia             | 19 settembre 1979 | 13 giugno 1983     | 1º ottobre 1983   |
| Ungheria           |                   | 16 novembre 1989 a | 1º marzo 1990     |
| Islanda            | 17 giugno 1993    | 17 giugno 1993     | 1º ottobre 1993   |
| Irlanda            | 19 settembre 1979 | 23 aprile 1982     | 1º agosto 1982    |
| Italia             | 19 settembre 1979 | 11 febbraio 1982   | 1º giugno 1982    |
| Lettonia           | 23 gennaio 1997   | 23 gennaio 1997    | 1º maggio 1997    |
| Liechtenstein      | 19 settembre 1979 | 30 ottobre 1980    | 1º giugno 1982    |
| Lituania           | 28 settembre 1994 | 5 settembre 1996   | 1º gennaio 1997   |
| Lussemburgo        | 19 settembre 1979 | 23 marzo 1982      | 1º luglio 1982    |
| Malta              | 26 novembre 1993  | 26 novembre 1993   | 1º marzo 1994     |
| Moldavia           |                   | 24 maggio 1994 a   | 1º settembre 1994 |
| Monaco             | 7 febbraio 1994 a | 1º giugno 1994     |                   |
| Montenegro         | 3 marzo 2009      | 1º ottobre 2009    | 1º febbraio 2010  |
| Paesi Bassi        | 19 settembre 1979 | 28 ottobre 1980    | 1º giugno 1982    |
| Norvegia           | 19 settembre 1979 | 27 maggio 1986     | 1º settembre 1986 |
| Polonia            | 24 marzo 1995     | 13 settembre 1995  | 1º gennaio 1996   |
| Portogallo         | 19 settembre 1979 | 3 febbraio 1982    | 1º giugno 1982    |
| Romania            |                   | 18 maggio 1993 a   | 1º settembre 1993 |
| Serbia             | 9 gennaio 2008    | 9 gennaio 2008     | 1º maggio 2008    |
| Slovacchia         | 28 aprile 1994    | 23 settembre 1996  | 1º gennaio 1997   |
| Slovenia           | 20 ottobre 1998   | 29 settembre 1999  | 1º gennaio 2000   |
| Spagna             | 19 settembre 1979 | 27 maggio 1986     | 1º settembre 1986 |
| Svezia             | 19 settembre 1979 | 14 giugno 1983     | 1º ottobre 1983   |
| Svizzera           | 19 settembre 1979 | 12 marzo 1981      | 1º giugno 1982    |
| Macedonia del Nord | 17 dicembre 1998  | 17 dicembre 1998   | 1º aprile 1999    |
| Turchia            | 19 settembre 1979 | 2 maggio 1984      | 1º settembre 1984 |
| Ucraina            | 17 agosto 1998    | 5 gennaio 1999     | 1º maggio 1999    |
| Regno Unito        | 19 settembre 1979 | 28 maggio 1982     | 1º settembre 1982 |

Paesi non appartenenti all'organizzazione Consiglio d'Europa.
| Paese        | Stipula | Ratifica           | Entrata in vigore |
| ------------ | ------- | ------------------ | ----------------- |
| Bielorussia  |         | 19 febbraio 2013 a | 1º giugno 2013    |
| Burkina Faso |         | 14 giugno 1990 a   | 1º ottobre 1990   |
| Marocco      |         | 25 aprile 2001 a   | 1º agosto 2001    |
| Senegal      |         | 13 aprile 1987 a   | 1º agosto 1987    |
| Tunisia      |         | 12 gennaio 1996 a  | 1º maggio 1996    |

Organizzazioni internazionali
| Organizzazione | Firma             | Ratifica      | Entrata in vigore |
| -------------- | ----------------- | ------------- | ----------------- |
| Unione Europea | 19 settembre 1979 | 7 maggio 1982 | 1º settembre 1982 |

Algeria, Capo Verde, la Santa Sede, San Marino e la Russia sono Paesi non firmatari della Convenzione, che presenziano in qualità di osservatori agli incontri della commissione permanente.